# Trayvon Bromell
Pour les articles homonymes, voir Bromell.
Trayvon Jaquez Bromell, né le 10 juillet 1995 à St. Petersburg en Floride, est un athlète américain, spécialiste des épreuves de sprint, champion du monde en salle sur 60 m à Portland en 2016 et médaillé de bronze mondial à deux reprises sur 100 m, en 2015 à Pékin et en 2022 à Eugene. 
Il est le premier athlète junior à franchir la barrière des dix secondes sur 100 m en établissant le temps de 9 s 97 en juin 2014.

## Biographie

### Premier junior sous les 10 secondes sur 100 m (2014)
Étudiant à l'Université Baylor, à Waco au Texas, il se révèle en 2013 en remportant le titre du 100 m des Championnats des États-Unis juniors. Il participe ensuite aux Championnats panaméricains juniors, à Medellín. Il s'y classe troisième du 100 m en 10 s 44, et premier relais 4 × 100 m avec ses coéquipiers américains.
Le 29 mars 2014, lors des Texas Relays d'Austin au Texas, il établit le temps de 10 s 01 (+0,9 m/s) sur 100 m et égale le record du monde junior détenu par le Trinidadien Darrel Brown depuis 2003. Le 13 juin 2014, à Eugene en finale des championnats NCAA, Trayvon Bromell l'emporte en 9 s 97 (+1,8 m/s) et devient à cette occasion le premier athlète junior à franchir la barrière des dix secondes sur 100 m. Il améliore par ailleurs le record du monde junior du 100 m qu'il co-détenait. Favori des championnats du monde juniors, à Eugene, il ne termine que deuxième du 100 m en 10 s 28, devancé par son compatriote Kendal Williams. Il s'adjuge néanmoins le titre mondial junior du relais 4 x 100 m.

### Médaillé de bronze sur 100 m à Pékin (2015)

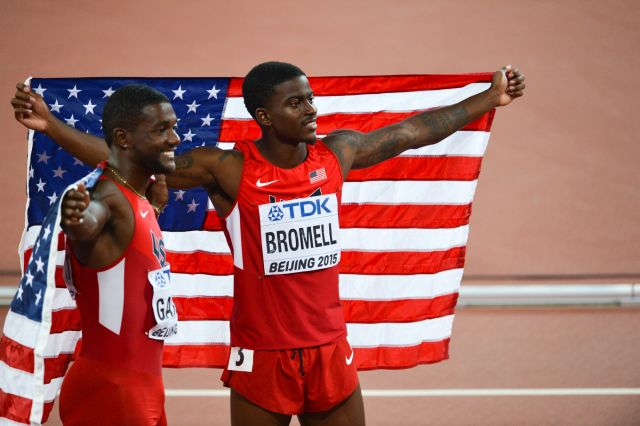
Trayvon Bromell avec Justin Gatlin lors des championnats du monde 2015.

En juin 2015, Trayvon Bromell se classe deuxième du 100 m des Championnats NCAA, derrière le Canadien Andre De Grasse. Lors des demi-finales, il établit la meilleure performance de tous les temps pour un athlète âgé de moins de dix-neuf ans avec 9 s 90 (+ 1,7 m/s). Lors de ces championnats universitaires, il porte son record personnel du 200 m à 20 s 03. Il participe fin juin aux championnats des États-Unis, à Eugene, et réalise dès les séries le temps de 9 s 84 (+ 1,3 m/s) sur 100 m, se classant parmi les dix sprinteurs les plus rapides de tous les temps. Il termine deuxième de la finale, derrière Tyson Gay, en 9 s 96,.
Sélectionné pour les championnats du monde de Pékin, il remporte la médaille de bronze du 100 m dans le temps de 9 s 92, terminant derrière Usain Bolt et Justin Gatlin, et ex æquo avec le Canadien Andre De Grasse. Il décide de passer professionnel à la fin de la saison, tout comme son camarade de podium Andre De Grasse.

### Champion du monde en salle sur 60 m (2016)

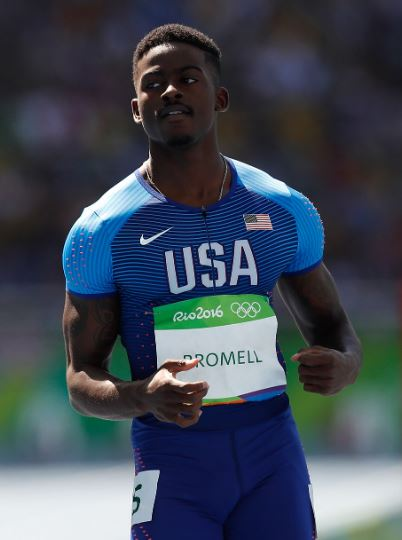
Trayvon Bromell lors des Jeux olympiques de 2016.

Le 18 mars 2016, Bromell participe aux championnats du monde en salle de Portland. En finale, l'Américain coupe la ligne en 6 s 47 (record personnel) et décroche le titre mondial devant le favori Jamaïcain Asafa Powell (6 s 50, 6 s 44 en séries) et le Barbadien Ramon Gittens (6 s 51). Deuxième des sélections olympiques américaines sur 100 m en 9 s 84, son meilleur temps de la saison, il vise un podium aux Jeux Olympiques de Rio de Janeiro mais termine huitième et dernier de la finale en 10 s 06. Sur le relais 4 x 100 m, lui et ses coéquipiers américains terminent initialement à la troisième place mais sont plus tard disqualifiés pour un passage de témoin hors-zone entre Mike Rodgers et Justin Gatlin. Lors de cette course, Bromell aggrave une blessure au tendon d'Achille contractée au printemps et quitte la piste en fauteuil roulant.
Le 22 juin 2017, il est éliminé dès les séries des Championnats des Etats-Unis en 10 s 22, ce qui sera sa seule course de l'année.

### Retour en 2020
Après des saisons quasi-blanches en 2017, 2018 et 2019 en raison de blessures à répétition, Trayvon Bromell revient à son plus haut niveau en 2020. Lors de son premier meeting de reprise à Montverde en Floride le 4 juillet, il réalise le meilleur temps des participants sur 100 m dans des conditions régulières (+1,6 m/s) en 10 s 04. Il continue sur sa lancée le 24 juillet en établissant la deuxième meilleure performance mondiale de l'année sur la ligne droite avec le temps de 9 s 90, réalisé en séries du meeting de Clermont en Floride. Il court ensuite en 9 s 87 le 10 août, mais son temps n'est pas homologué en raison d'un trop fort vent favorable (+ 2,5 m/s).  

### Déceptions olympiques en 2021
Dès sa première course en salle de l'année 2021, l'Américain réalise la meilleure performance mondiale du 60 m avec 6 s 48 à Fayetteville le 24 janvier, à un centième seulement de son record personnel établi en 2016. En avril, sur 100 m, il signe la meilleure performance mondiale de l'année en 9 s 88 sur la piste de Jacksonville (Floride), confirmant son retour au plus haut niveau. Un peu plus d'un mois plus tard, il bat son record personnel en 9 s 77 à Miramar (son ancien record de 9 s 84 datait de 2015), devenant du même coup le 7ème performeur mondial de tous les temps sur cette distance. Il continue sur sa lancée aux sélections olympiques américaines, où il remporte largement la finale du 100 m en 9 s 80 devant Ronnie Baker et Fred Kerley, après avoir réalisé 9 s 90 en demi-finale en coupant son effort dans les derniers mètres.
Grand favori pour le titre olympique sur 100 m à Tokyo, Bromell se fait peur dès les séries en se classant seulement quatrième en 10 s 05, réussissant tout de même à se qualifier au temps. Mais en demi-finale, il ne peut faire mieux qu'une troisième place en 10 s 00, battu au millième par le Nigérian Enoch Adegoke, ce qui est insuffisant pour se qualifier en finale. Eliminé dès les demi-finales du 100 m, Bromell l'est également sur le relais 4 x 100 m quelques jours plus tard, lui et ses coéquipiers ne terminant qu'à la sixième place de leur course en 38 s 10.
Lors de son dernier meeting de la saison à Nairobi le 18 septembre, il améliore d'un centième son record personnel sur 100 m pour le porter à 9 s 76. Il établit la meilleure performance mondiale de l'année 2021 sur la distance et devient le sixième performeur de tous les temps, à égalité avec son compatriote Christian Coleman.

### Nouvelle médaille de bronze sur 100 m à Eugene (2022)
Trayvon Bromell remporte la médaille de bronze du 100 m lors des championnats du monde 2022, à Eugene, devancé par ses deux compatriotes Fred Kerley et Marvin Bracy. Auteur de 9 s 88, il est seulement à deux centièmes de Kerley et à deux millièmes de Bracy. Il s'agit de sa deuxième médaille de bronze planétaire sur 100 m, sept ans après la première à Pékin. 

### Saison 2023
Le 11 février 2023, l'Américain signe le temps de 6 s 42 sur 60 m à Clemson en Caroline du Sud. Il améliore ainsi son record personnel datant de 2016 et devient le sixième meilleur performeur de tous les temps sur la distance. 

## Palmarès

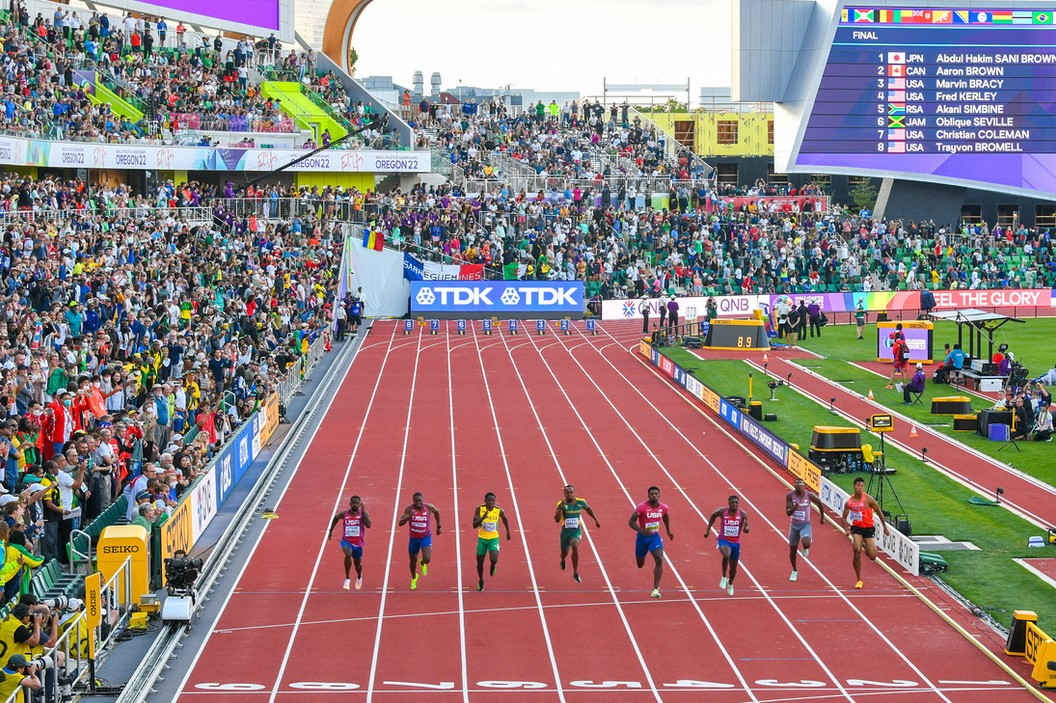
Trayvon Bromell (couloir n°8) lors de la finale du 100 m des championnats du monde 2022.

### International
| Date | Compétition                        | Lieu             | Résultat | Épreuve   | Temps   |
| ---- | ---------------------------------- | ---------------- | -------- | --------- | ------- |
| 2013 | Championnats panaméricains juniors | Medellín         | 3e       | 100 m     | 10 s 44 |
| 2013 | Championnats panaméricains juniors | Medellín         | 1er      | 4 × 100 m | 39 s 17 |
| 2014 | Championnats du monde juniors      | Eugene           | 2e       | 100 m     | 10 s 28 |
| 2014 | Championnats du monde juniors      | Eugene           | 1er      | 4 × 100 m | 38 s 70 |
| 2015 | Championnats du monde              | Pekin            | 3e       | 100 m     | 9 s 92  |
| 2016 | Championnats du monde en salle     | Portland         | 1er      | 60 m      | 6 s 47  |
| 2016 | Jeux olympiques                    | Rio de Janeiro   | 8e       | 100 m     | 10 s 06 |
| 2022 | Championnats du monde              | Eugene           | 3e       | 100 m     | 9 s 88  |
| 2022 | Ligue de diamant                   | Ligue de diamant | 1er      | 100 m     | 9 s 94  |

### National
- Championnats des États-Unis :
  - 100 m : vainqueur en 2021
- Championnats NCAA :
  - 100 m : vainqueur en 2014 et 2015

## Records
| Épreuve | Performance | Lieu    | Date              |
| ------- | ----------- | ------- | ----------------- |
| 60 m    | 6 s 42      | Clemson | 11 février 2023   |
| 100 m   | 9 s 76      | Nairobi | 18 septembre 2021 |
| 200 m   | 20 s 03     | Eugene  | 10 juin 2015      |